# Овчинниковский (Новая Москва)
Овчинниковский (также встречается название Новая Москва) — исчезнувший участок на территории Куйтунского района.

## История
Основан в 1913 году. В 1929 году относился к Каранцайскому сельсовету Куйтунского района. Согласно переписи населения СССР 1926 года хутор, где насчитывалось 4 хозяйства, 23 жителя, в том числе 11 мужчин и 12 женщин.На 1966 год участок входил в состав Каранцайского сельсовета Куйтунского района. Населённый пункт пришёл в упадок с закрытием узкоколейной железной дороги, по которой возили лес из предгорий Саян. По свидетельствам местных жителей участок опустел в 1979—1981 годах. Однако на топографической карте Генштаба СССР 1984 года отмечен как жилой. На карте Зиминского района начала 2000-х — нежилой. В настоящее время на территории участка расположены три дома, в которых по словам местных жителей периодически проживают лесники.